# Little Italy (Vancouver)
Little Italy je území ležící v městské části Grandview-Woodland ve východní části kanadského města Vancouver, které bylo historickou enklávou etnických Italů. Obchody a kulturní zařízení se v Little Italy nacházejí podél Commercial Drive, jenž je zároveň sociálním centrem východní části města. Etničtí Italové měli v této oblasti velký vliv od 30. až do 70. let.
Po první světové válce osídlili emigranti z Itálie chudou oblast v okolí Commercial Drive a velkou měrou přispěli k jejímu rozvoji. V roce 1975 kombinace kulturní asimilace, příliv zahraničních přistěhovalců, stěhování Italů na předměstí a náboženské schizma v komunitě vedly k úpadku vlivu a koncentrace etnických Italů ve Vancouveru.
V současnosti je v oblasti Metro Vancouver několik italských obchodů, kulturních skupin a seskupení, přesto v žádné části okresu obyvatelé původem z Itálie nedominují.
V přilehlém městě Burnaby, v oblasti Burnaby Heights, sice nemají Italové většinu, i když značná část obyvatel je z Itálie. Na East Hastings Street, mezi Boundary a Duthie, je další obchodní centrum pro italskou komunitu. Nachází se zde množství kaváren, cukráren, restaurací a obchod s dětským oblečením dovážející svoje oblečení přímo z Itálie. St. Helen's a Holy Cross jsou dva katolické kostely sloužící bohoslužby v italštině. V parku Confederation Park se často scházejí starší lidé, kde hrají bocce.